# 任泉生
任泉生（1918年7月—2007年8月1日），山东省掖县人，原中华人民共和国商业部副部长。

## 生平
任泉生于1938年加入中国共产党，抗日战争期间历任竹沟新四军第八团留守处补充大队政治教员、留守处连政治指导员，豫鄂边区四望山地委兼新四军挺进纵队政治部秘书、边区行署财政处秘书、边区粮食总局局长，鄂东行政专员公署副专员兼鄂东行政分署财政处处长，中原局财粮委员会税务局局长。1946年后，又历任辽宁省贸易分局监委、省贸易特派员、省银行行长兼省税务局局长、省政府财政厅厅长、商业厅厅长。中华人民共和国成立后，他曾先后担任中国百货公司东北区经理，中共中央东北局财政经济工作部财政金融处处长，辽宁省人民政府委员，中国百货公司副经理，商业部中国文化用品公司经理，商业部纺织局局长，商业部中国纺织品公司经理，商业部副部长、党组成员。1983年离休，兼任中国纺织工业协会副会长、中国商业政策研究会副会长。
2007年8月1日在北京逝世，终年89岁。

## 家庭
儿子是企业家任志强，2020年因言论被当局以经济犯罪的名义判刑18年。